# 阿拉卡姆车臣岛
阿拉卡姆车臣岛（俄语：Аракамчечен）是一座俄羅斯的島嶼，位於白令海海域。該島屬楚科奇自治區，位在恰普里诺角北邊沿岸，伊特格蘭島北端，離歐亞大陸約8公里，伊特格蘭島約5公里左右，島長32公尺，島寬21公里，島上多丘陵。島上目前有人居住，最大的城市為揚拉肯諾特村（Yanrakynnot）。
許多海象生活在該島海岸上，而島上的野生動物吸引不少遊客前來觀賞。

## 照片集
|  |  |

## 外部連結
- Location （页面存档备份，存于）
- Pictures of walrus hunters in Arakamchechen Island （页面存档备份，存于）